# Macrocera vishnui
Macrocera vishnui är en tvåvingeart som beskrevs av Coher 1963. Macrocera vishnui ingår i släktet Macrocera och familjen platthornsmyggor.
Artens utbredningsområde är Nepal. Inga underarter finns listade i Catalogue of Life.